# 洛泰
洛泰（法語：Lothey，法語發音：[lɔtɛj]）是法国菲尼斯泰尔省的一个市镇，属于沙托兰区。

## 地理
洛泰（48°10'56"N, 4°1'40"W）面积13.48 平方千米，位于法国布列塔尼大區菲尼斯泰尔省，该省份为法国最西部的省份，位于布列塔尼半岛西部，北西南三面环大西洋，东临阿摩尔滨海省和莫尔比昂省。
与洛泰接壤的市镇（或旧市镇、城区）包括：普莱邦、布列克、卡斯特、沙托兰、古埃泽克、圣库利。
洛泰的时区为UTC+01:00、UTC+02:00（夏令时）。

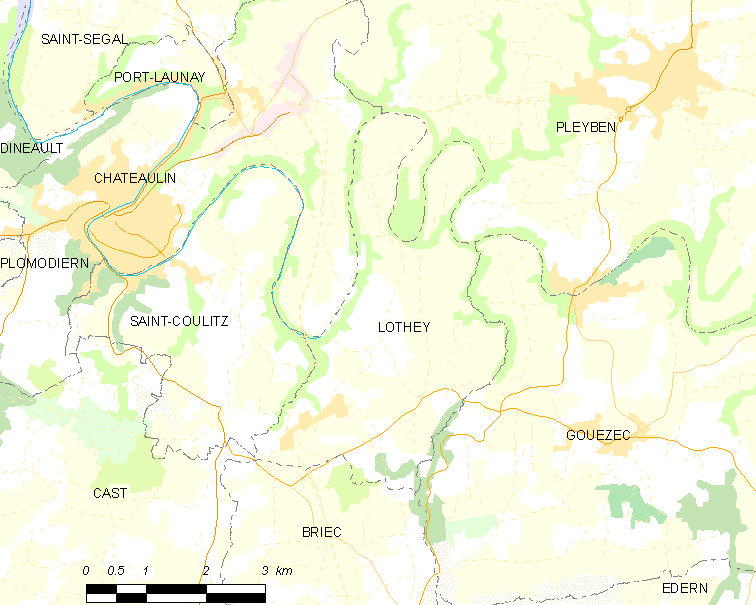
洛泰的OSM定位图

## 行政
洛泰的邮政编码为29190，INSEE市镇编码为29142。

## 政治
洛泰所属的省级选区为布列克县。

## 人口

1962-2008年间洛泰人口变化图示

洛泰于2022年1月1日时的人口数量为444人。